# النسر (قصة قصيرة)
النسر (بالألمانية: Der Geier) قصة قصيرة ألمانية من تأليف الكاتب التشيكي فرانز كافكا، كتبها في الفترة من عام 1917 وحتى 1923. دائماًَ ما تقارن هذه القصة مع قصة أخرى لكافكا «بروميثيوس» باستبدال النسر بالصقر.

## القصة
تسرد القصة على لسان الراوي وهو أيضاً بطل القصة الذي يذكر أن نسر قام بمهاجمة قدميه، فيمر به رجل فيسأله لم لا يفعل شيئاً ليطرد النسر. فيجيبه الرواي بأنه عاجز عن المقاومة، وفي بادئ الأمر حاول طرد النسر ولكنه توقف عن ذلك عندما لاحظ أنه كان سيهاجم وجهه ففضل أن يضحي بقدميه. يتعجب المار من تصرفه ويعرض عليه أن يحضر بندقيته ويصيب النسر، والرواي يطلب منه الإسراع. كان النسر يستمع إلى هذه المحادثة بين الرجلين، فيحلق ويلتف مباشرة نحو وجه بطل القصة ليغرق بعدها في دمائه.

## وصلات خارجية
| - النسر، على كتب جوجل. - النسر، على الفهرس العالمي. | - النسر، على AbeBooks. - النسر، على جود ريدز. |